# Amtsbezirk Wiener Neustadt
Der Amtsbezirk Wiener Neustadt war um die Mitte des 19. Jahrhunderts eine Verwaltungseinheit im Viertel unter dem Wienerwald in Niederösterreich.
Der Amtsbezirk war der Kreisbehörde in Wiener Neustadt unterstellt und besorgte deren Amtsgeschäfte vor Ort. Die Zuständigkeit erstreckte sich neben Wiener Neustadt auf die damaligen Gemeinden Brunn am Steinfeld, Dreistetten, Eggendorf, Emmerberg, Fischau, Hochwolkersdorf, Hölles, Katzelsdorf, Lanzenkirchen, Lichtenwörth, Matzendorf, Maiersdorf, Muthmannsdorf, Oberpiesting, Unterpiesting, Schlatten, Schwarzenbach, Sollenau, Theresienfeld, Walpersbach, Weikersdorf, Winzendorf, Wöllersdorf und Zillingsdorf.
Der Amtsbezirk umfasste dabei 25 Gemeinden mit 32.236 Einwohnern (lt. Zählung von 1851).